# Stadiasmus Maris Magni

Le Stadiasmus Maris Magni (Stadiasme de la Grande Mer) est un périple romain antique écrit en grec ancien et dont il ne nous reste que des fragments. Il a été composé au cours de la deuxième moitié du IIIe siècle par un auteur anonyme. Conformément aux conventions du genre littéraire du périple, le Stadiasmus Maris Magni donne des indications nautiques : il détaille les ports que les marins rencontrent sur leur route en naviguant par cabotage autour de la mer Méditerranée. Il indique des directions, des distances et des descriptions des ports.

## Tradition manuscrite et éditions savantes
Le Stadiasmus Maris Magni est connu par un manuscrit conservé à la Bibliothèque nationale d'Espagne sous la référence Græcus Matritensis 4701, fol. 44v°-46r°. Le texte grec le plus complet, accompagné d'une traduction en latin, a été publié en 1855 par le philologue allemand Karl Müller au sein de son recueil Geographi Graeci Minores, qui regroupe les géographes grecs mineurs.
Rudolf Helm (de) a réalisé une transcription de la lecture de Adolf Bauer (de) et Otto Cuntz (de) publiée en 1906. Selon Pérez Martín, cette édition n'est pas entièrement fiable dans sa manière d'assembler et de compléter les fragments du texte grec.